# Claude C. Hopkins
Pour les articles homonymes, voir Claude Hopkins et Hopkins.
Claude Clarence Hopkins (1866-1932) fut l'un des pionniers de la publicité moderne et concepteur-rédacteur de génie. Il était persuadé que la publicité n'existait que pour vendre quelque chose et que ses effets devaient être mesurables pour justifier les résultats qu'elle produit.

## Biographie
Élevé par des parents universitaires, Claude Hopkins fut très tôt un bourreau de travail. Il eut donc une enfance très laborieuse et à la mort de son père à l'âge de 10 ans, commença à soutenir sa mère. Sa vie professionnelle extrêmement dense, lui fit découvrir toutes sortes de métiers, comme vendeur de journaux à la criée, ouvrier agricole dans une laiterie, chef de chorale et de l'école du dimanche, agent d'entretien. 

### Les balais Bissell

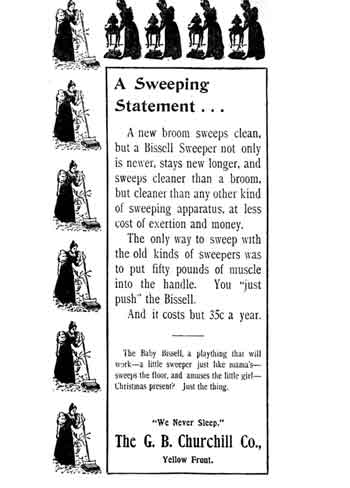
Publicité de Claude Hopkins pour les balais Bissell en 1895

Après avoir pris un travail comme employé de bureau misérable chez The Felt Boot Company à Grand Rapids, il rencontra l'homme d'affaires Melvin Bissell, président de Bissell Carpet Sweeper Company, qui, surpris de voir un jeune homme animé d'une aussi grande force de travail, l'embaucha sur le champ. Ainsi Claude Hopkins devint rapidement un employé de bureau incontournable et gravit rapidement les rangs. Bientôt, il se rendit compte que le seul moyen de progresser était de devenir vendeur. Il réussit alors à convaincre la direction de lui donner sa chance. 
Étant dans la saison de Noël, il proposa aux distributeurs de la marque d'installer gratuitement des présentoirs à balais Bissell avec des cartes “The Queen of Christmas Presents.” Sur 5000 lettres envoyés aux distributeurs, il reçut 1000 commandes.
Bientôt il devint le meilleur vendeur de la marque en multipliant les offres proposées aux distributeurs, en créant une identité forte et en lançant une version des balais en bois vermillon acheté en Inde.

### Swift & Company
Après une campagne pour se faire embaucher comme chargé de la publicité dans la compagnie Swift & Company de Chicago, Hopkins lance une campagne de terrain, pour présenter le plus grand gâteau du monde, fait en margarine de Swift dans le rayon épicerie d'un grand magasin. Le succès est considérable et fait entrer 105 000 visiteurs dans le magasin, et crée une énorme couverture médiatique.

### Lord & Thomas
En 1907, à l'âge de 41 ans, il rejoint alors l'agence Lord & Thomas de Chicago comme concepteur-rédacteur.
Il a été embauché par le fameux publicitaire Albert Lasker patron de l'agence Lord & Thomas pour un salaire considérable pour l'époque de 185 000 dollars par an.

### Accroches inventées par Hopkins

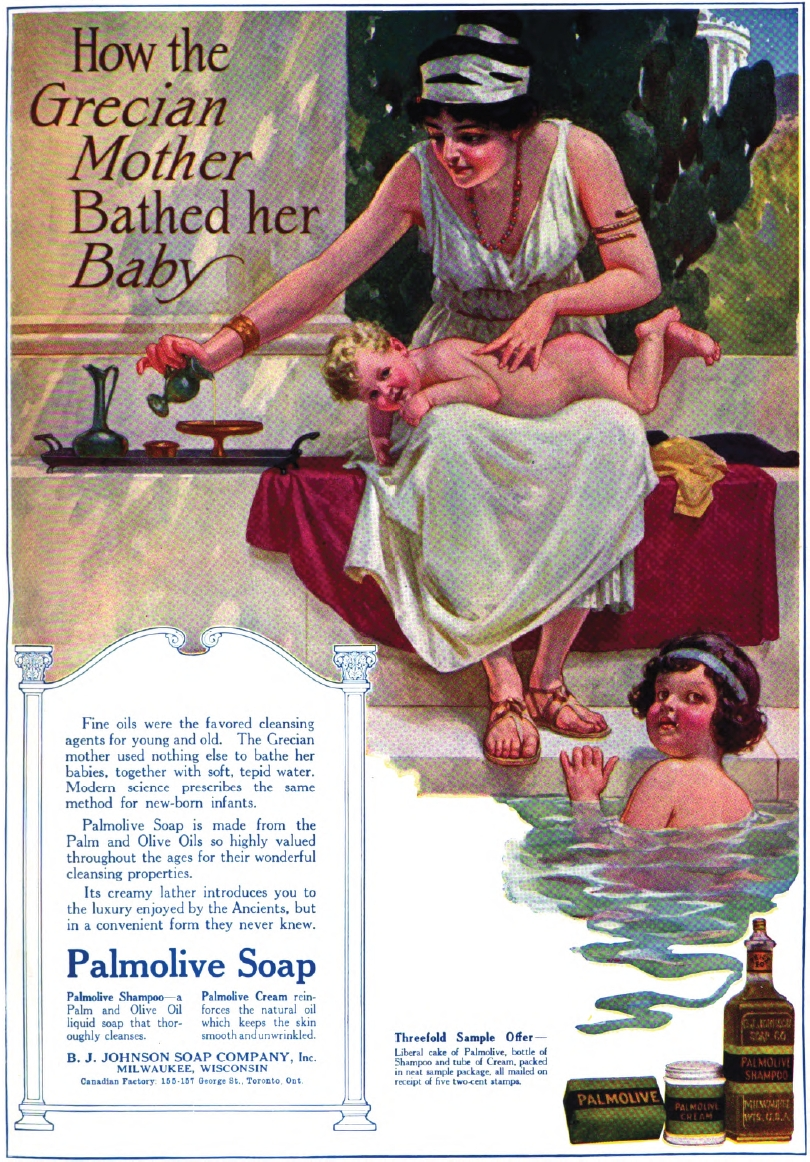
Publicité de Claude Hopkins pour Palmolive de 1915, utilisant la méthode du coupon

Claude Hopkins créa des campagnes publicitaires autour d'accroches célèbres: 
- La balayette Bissell était "la reine des cadeaux de Noël"
- Le lancement du germicide Liquozone à travers le monde (1905)
- La bière Schlitz utilise des "bouteilles désinfectées à la vapeur bouillante", (1909)
- Les boites de porc et de haricots Van Camp étaient "cuites plusieurs heures à 245 degrés.", (1911)
- Les pneus Goodyear sont faits pour "tous les temps" (All Weather), (1911)
- Les voitures Overland, "A Wonderful Business Story", (1911)
- Les voitures REO de Ransom Eli Olds, "My Farewell Car", "It Took, 25 years to Build it", (1913)
- Les voitures Studebaker, "How Will Your Car Be Built", (1912)
- “Foods shot from guns” pour populariser les céréales de Quaker Oats, (1915)

L'un des faits d'armes d'Hopkins fut de populariser l'habitude du brossage des dents, en faisant une campagne pour le dentifrice Pepsodent.
Il lança également le savon Palmolive, pour la B.J. Johnson Soap Company de Milwaukee grâce à une technique de couponing, qui en fit en un très court laps de temps, le savon le plus vendu aux États-Unis et dans le monde, dès 1911.
Ainsi dès 1917, la compagnie change son nom en Palmolive Company et rachète la Colgate Soap Company en 1928, pour devenir progressivement le plus grand conglomérat de l'industrie.
Hopkins a insisté pour que ses rédacteurs fassent des recherches sur les produits de leurs clients afin de produire un texte qui soit la "raison-pour laquelle" (reason-why). 
Il croyait qu'un bon produit est souvent son meilleur vendeur et était donc partisan de l'échantillon, payé et non pas gratuit, proposé au public.
Pour suivre les résultats de sa publicité, il a utilisé la méthode des coupons codés et testés avec différents titres, offres et propositions les uns contre les autres, pour voir les messages les plus efficaces. Il utilisait l'analyse de ces mesures afin d'améliorer continuellement ses résultats pour produire de meilleures annonces.
Son livre classique, «La publicité scientifique», (Scientific Advertising) a été écrit en 1923, après sa retraite de Lord & Thomas, où il a terminé sa carrière en tant que président en remplacement d'Albert Lasker. 
Ce livre a été suivi, en 1927, par son autobiographie, "Ma vie dans la publicité " (My Life in Advertising).
Il décède d'une crise cardiaque dans sa résidence de Spring Lake dans le Michigan en 1932.

## Publications
: document utilisé comme source pour la rédaction de cet article.
- (en) Scientific Advertising, Merchant Books, 2014 (1923) (ISBN 978-1603866361)
- (en) My Life in Advertising, CreateSpace Independent Publishing, 2012 (1927) (ISBN 978-1478347330)